# フェントン試薬
フェントン試薬（フェントンしやく、Fenton's reagent）は、過酸化水素と鉄触媒との溶液で、汚染物質や工業廃水の酸化に用いられる。フェントン試薬はトリクロロエチレン（TCE）やテトラクロロエチレン（PCE）などの有機化合物の分解に使うことも可能である。イギリスの化学者、ヘンリー・ジョン・ホルストマン・フェントン（Henry John Horstman Fenton）によって1890年代に開発された。
鉄（II）イオンは過酸化水素により鉄（III）イオンに酸化され、ヒドロキシルラジカルと水酸化物イオンが生成する。次に鉄（III）イオンが鉄（II）イオンに還元され、過酸化水素によりヒドロペルオキシルラジカルとプロトンとなる（不均化）。
（1） Fe2+ + H2O2 → Fe3+ + OH· + OH−
（2） Fe3+ + H2O2 → Fe2+ + OOH· + H+
反応（1）はHaberとWeissにより1930年代に初めて報告されたが、一般にフェントン反応と呼ばれている。正味の反応では鉄は触媒で、2分子の過酸化水素は2個のヒドロキシラジカルと水に変換される。生成したラジカルはそのとき2番目の反応に関与する。硫酸鉄(II) はフェントン試薬の主な鉄化合物である。正確な機構については議論がある（有機化合物の非OH･酸化機構が提案されている）。
電気-フェントン機構では、過酸化水素は酸素の電気化学的還元から必須量で合成される。
また、フェントン試薬は古典的なベンゼンからのフェノール合成のように、ラジカル置換反応によるアレーンのヒドロキシル化にも使われる。
（3） C6H6 + FeSO4 + H2O2 → C6H5OH
最近のヒドロキシル化の例として、バルビツール酸からアロキサンへの酸化がある。その他有機合成での使用例としてはアルカンのカップリング反応がある。例えば、tert-ブチルアルコールはフェントン試薬と硫酸により2,5-ジメチル-2,5-ヘキサンジオールに二量化する。